# Bauhinia grandifolia
Bauhinia grandifolia là một loài thực vật có hoa trong họ Đậu. Loài này được D.Dietr. miêu tả khoa học đầu tiên.